# Erregendes Moment
Das erregende Moment ist ein dramaturgisches Mittel im Handlungsablauf eines Dramas. Es dient dazu, den dramatischen Konflikt aufzubauen und die Spannung zu erregen. Ausgelöst wird es durch eine Aktion des Protagonisten oder des Antagonisten, die den weiteren Verlauf der Handlung bestimmt.
Gustav Freytag verortete in seiner Dramentheorie das erregende Moment zwischen der Exposition und der anschließenden auf den Höhepunkt des Dramas zusteuernden Steigerung und beschrieb: „Der Eintritt der bewegten Handlung findet an der Stelle des Dramas statt, wo in der Seele des Helden ein Gefühl oder Wollen aufsteigt, welches die Veranlassung zu der folgenden Handlung wird, oder wo das Gegenspiel den Entschluss fasst, durch seine Hebel den Helden in Bewegung zu setzen.“ Das erregende Moment kann dabei in verschiedener Form auftreten. „Es mag eine ausgeführte Szene füllen, es mag in wenigen Worten zusammengefaßt werden. […] Immer aber bildet es den Übergang von der Einleitung zur aufsteigenden Handlung“.
Dabei führte Freytag folgende Beispiele an:
- Julius Cäsar (I, 2): Das Gespräch zwischen Cassius und Brutus, in dem Letzterer für den Plan gewonnen wird, Cäsar zu töten.
- Othello (I, 10): Der Plan zwischen Jago und Rodrigo, Othello und Desdemona zu entzweien.
- Richard III. (I, 1): Richards Plan, der von Anfang an offenbart wird.
- Romeo und Julia (I, 2): Die Einladung zum Maskenfest und Romeos Absicht, dieses zu besuchen.
- Emilia Galotti (I, 6): Die Nachricht von der bevorstehenden Vermählung Emilia Galottis.
- Maria Stuart (I. 6): Mortimers Bekenntnis gegenüber Maria.
- Faust: Mephistos Eintritt  in Fausts Studierzimmer.

Das spiegelbildliche Gegenstück des erregenden Moments im klassischen Regeldrama ist das Moment der letzten Spannung beziehungsweise das retardierende Moment am Ende des Dramas.
Auch im Film spricht man teilweise von einem erregenden Moment als dem Einsatzpunkt der Handlung. Der Begriff ist eng mit dem initialen Plot Point verknüpft.